# Zběhovec
Zběhovec (Ajuga) je rod rostlin z čeledi hluchavkovitých. Zahrnuje 40 až 50 druhů, některé jsou rozšířené po celém světě. V České republice rostou ve volné přírodě čtyři druhy: zběhovec plazivý, z. jehlancovitý, z. lesní a z. trojklaný.

## Popis
Zběhovce jsou jednoleté i víceleté rostliny obvykle nízkého vzrůstu, často s plazivými výběžky. Barva květů je modrá až fialová, zřídka žlutá, bělavá nebo bílá. Lodyhy jsou vystoupavé nebo přímé, listy obvejčité, křižmostojné, vroubkované, často v bazální růžici. Květ je v paždí listenů podobných listům, v lichopřeslenech. Květy jsou dvoupyskaté, koruna s přímou trubkou delší než kalich a s horním velmi krátkým pyskem a dolním pyskem velkým, hluboce trojlaločným. Plodem jsou čtyři tvrdky.
Zběhovce rostou nejlépe v hlinitopísčité půdě a na slunných nebo mírně zastíněných stanovištích.

## Zástupci
- zběhovec iva (Ajuga iva), někdy též z. yva. Presl jej v roce 1846 pojmenoval zběhovec pížmový. Roste na suchých slunných stanovištích, na kamenitých a balvanitých svazích i na opuštěných polích. Areálem je Středozemí od Maroka a Portugalska po Blízký východ (Egypt, Izrael, Libanon) a také Makaronésie (Kanárské a Kapverdské ostrovy).[2]
- zběhovec jehlancovitý (Ajuga pyramidalis)
- zběhovec lesní (Ajuga genevensis)
- zběhovec plazivý (Ajuga reptans)
- zběhovec trojklaný (Ajuga chamaepitys)
- zběhovec východní (Ajuga orientalis) roste ve světlých lesích, na kamenitých a balvanitých svazích (až do výšky okolo 3000 m n. m.) i na pastvinách. Areál se táhne od Itálie (roste na Sardinii, Sicílii a v Kalábrii), zahrnuje Albánii, Řecko včetně ostrovů, Turecko, Kypr, Sýrii, Libanon, Jordánsko a Izrael. Vyskytuje se v severozápadním Íránu, v Zakavkazsku, na Kavkaze a na Krymu.[3]

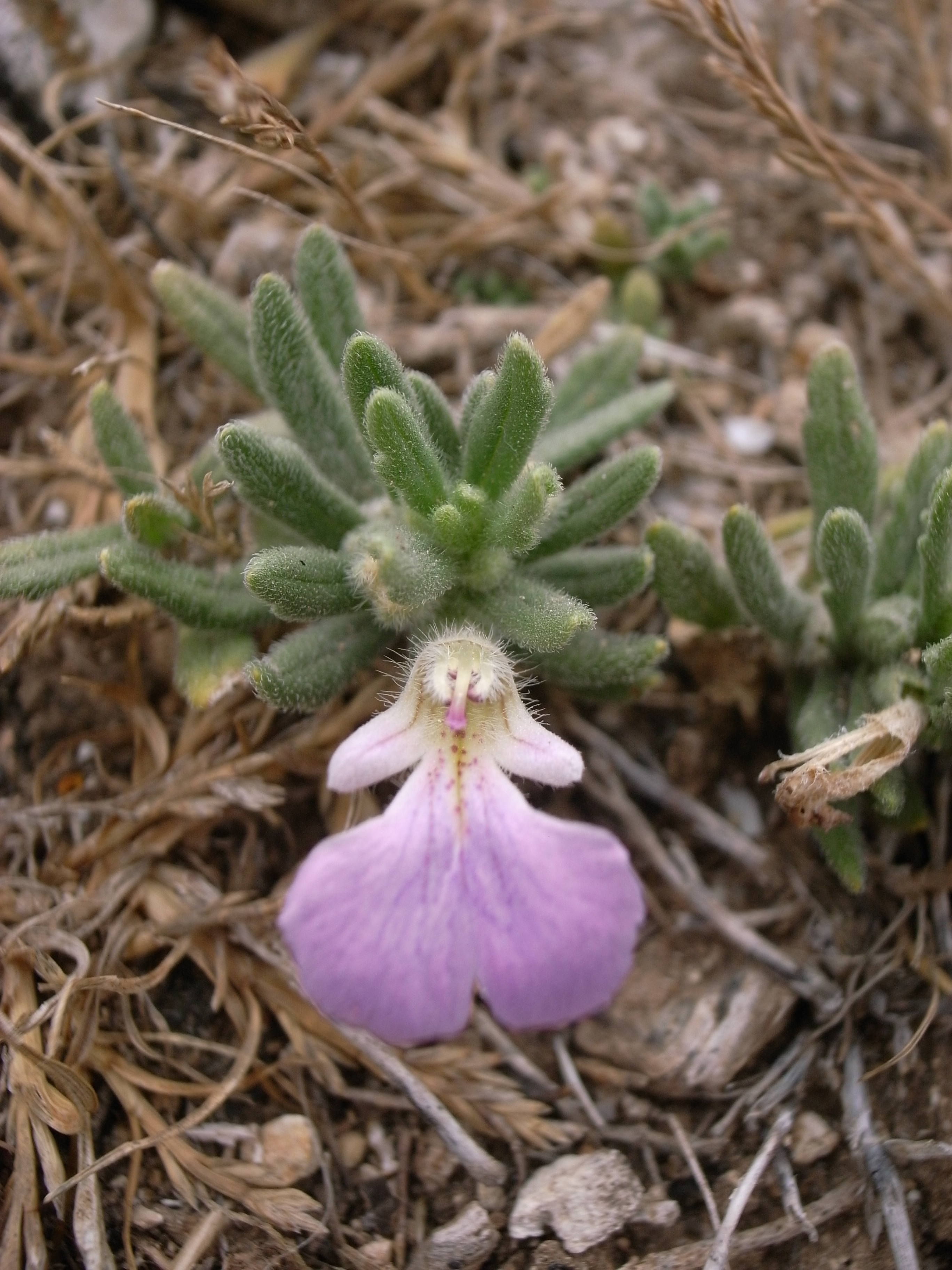
zběhovec iva
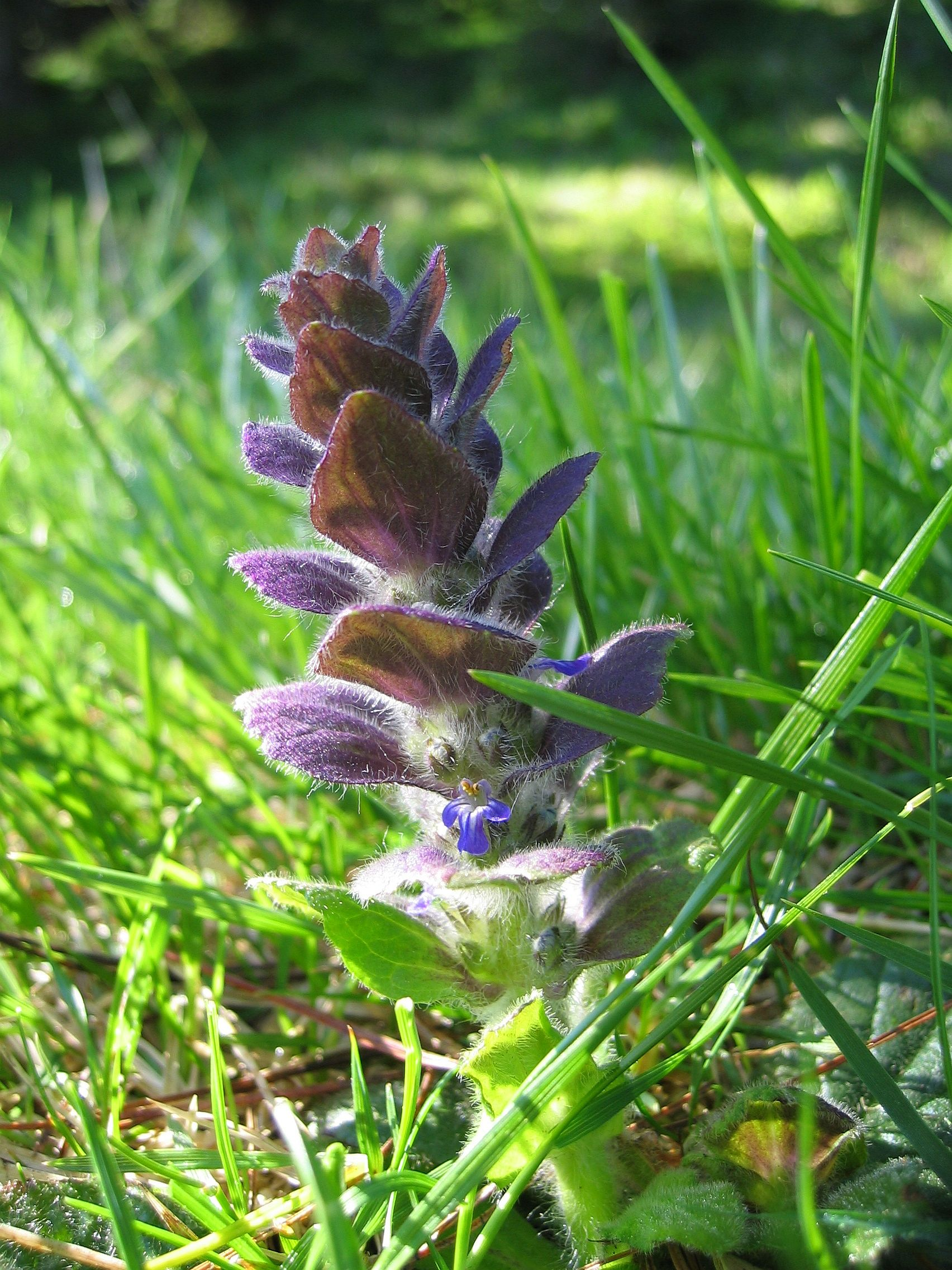
zběhovec jehlancovitý
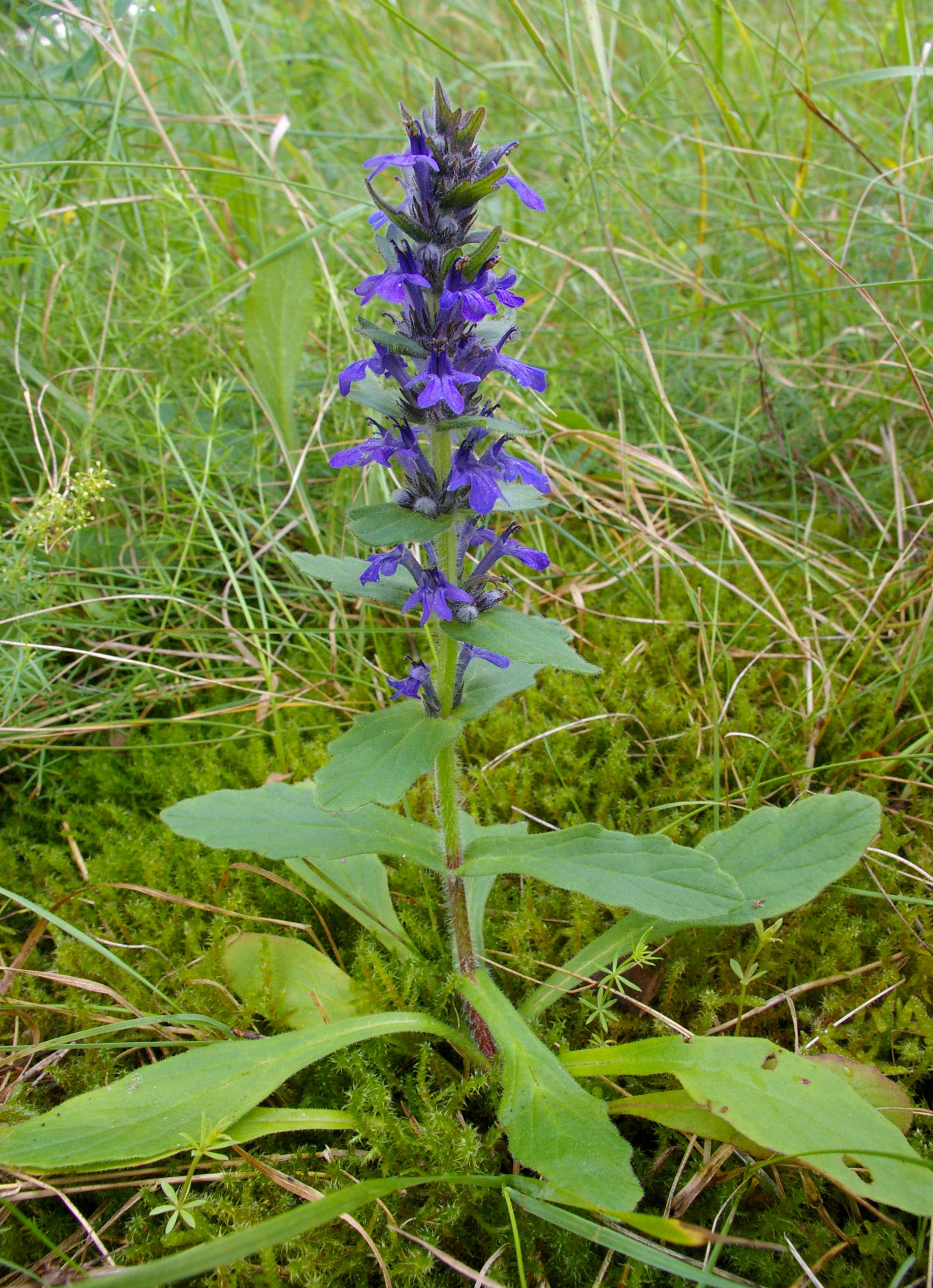
zběhovec lesní (Dolní Sasko, SV)
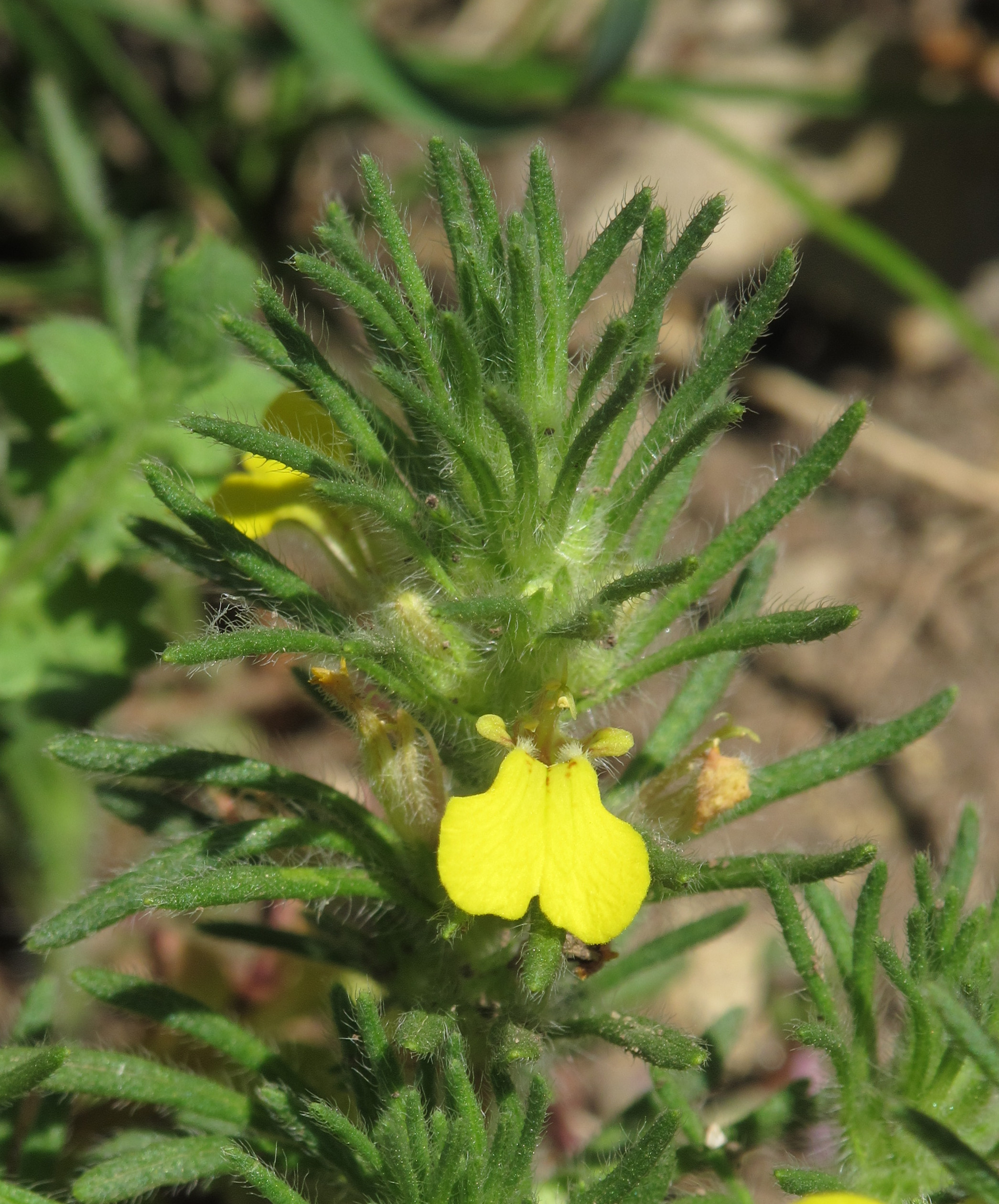
zběhovec trojklaný
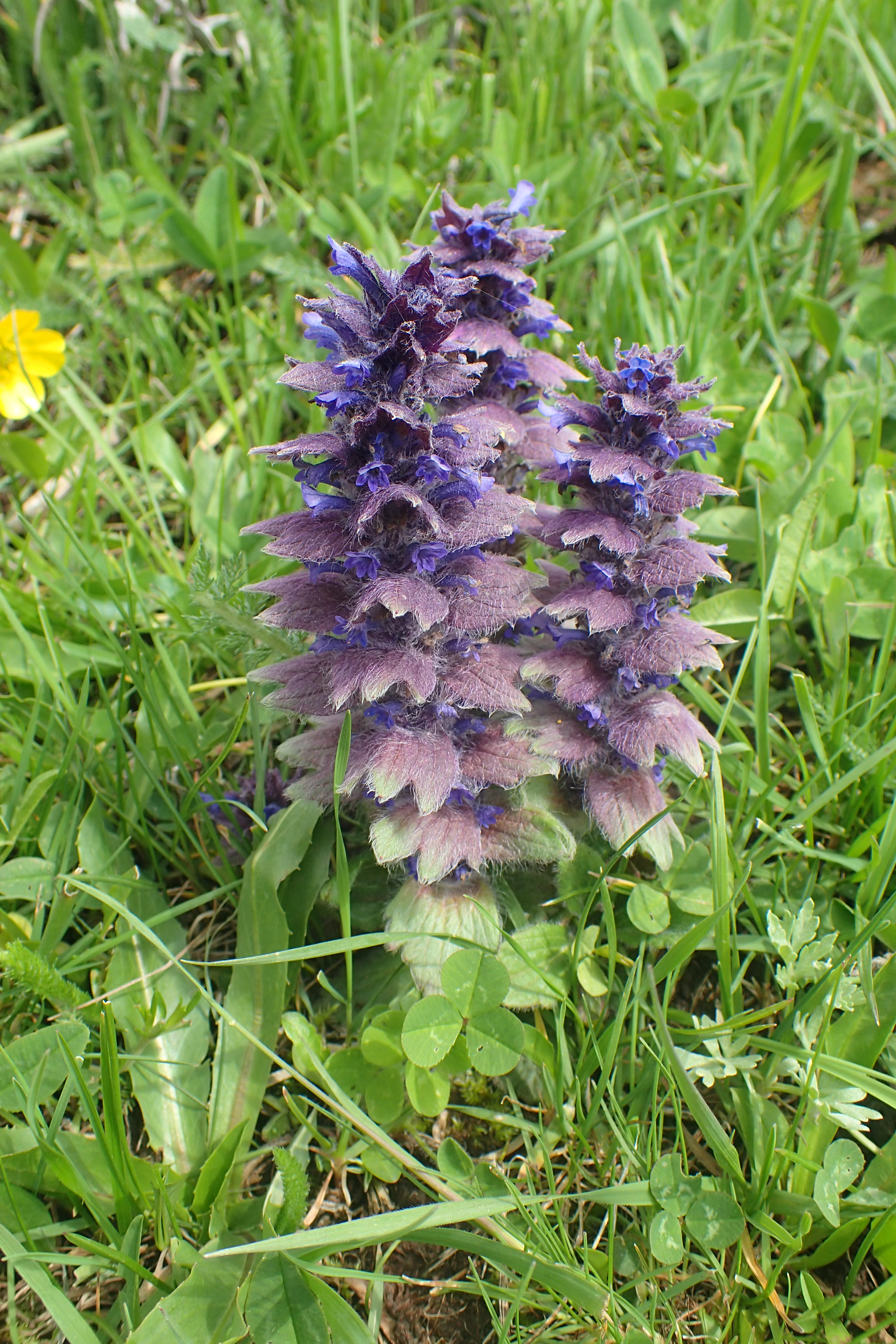
zběhovec východní
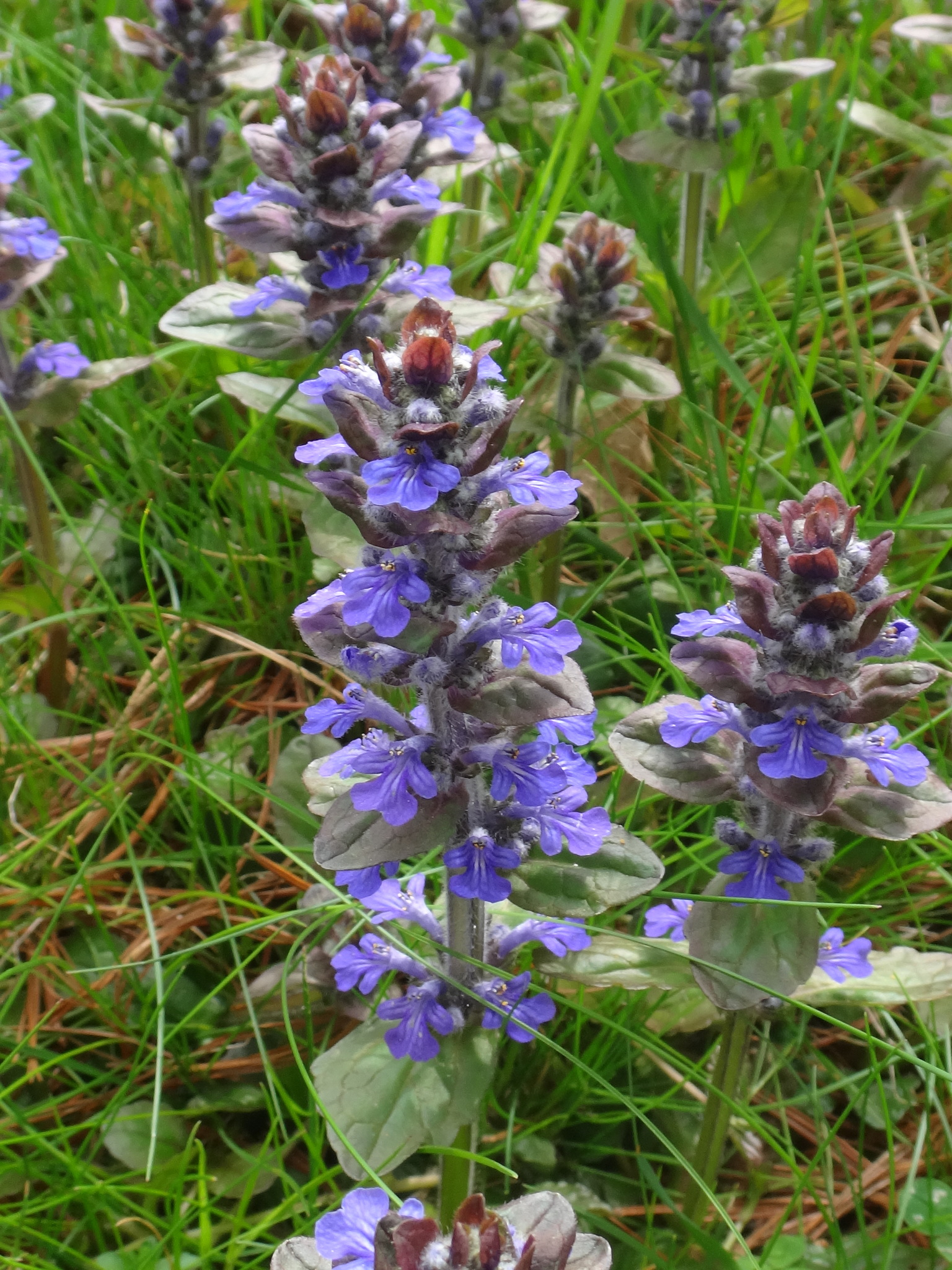
zběhovec plazivý
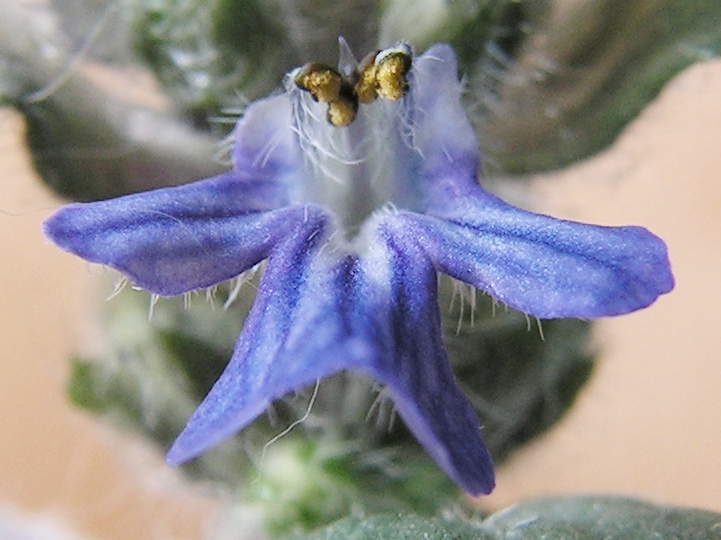
zběhovec plazivý
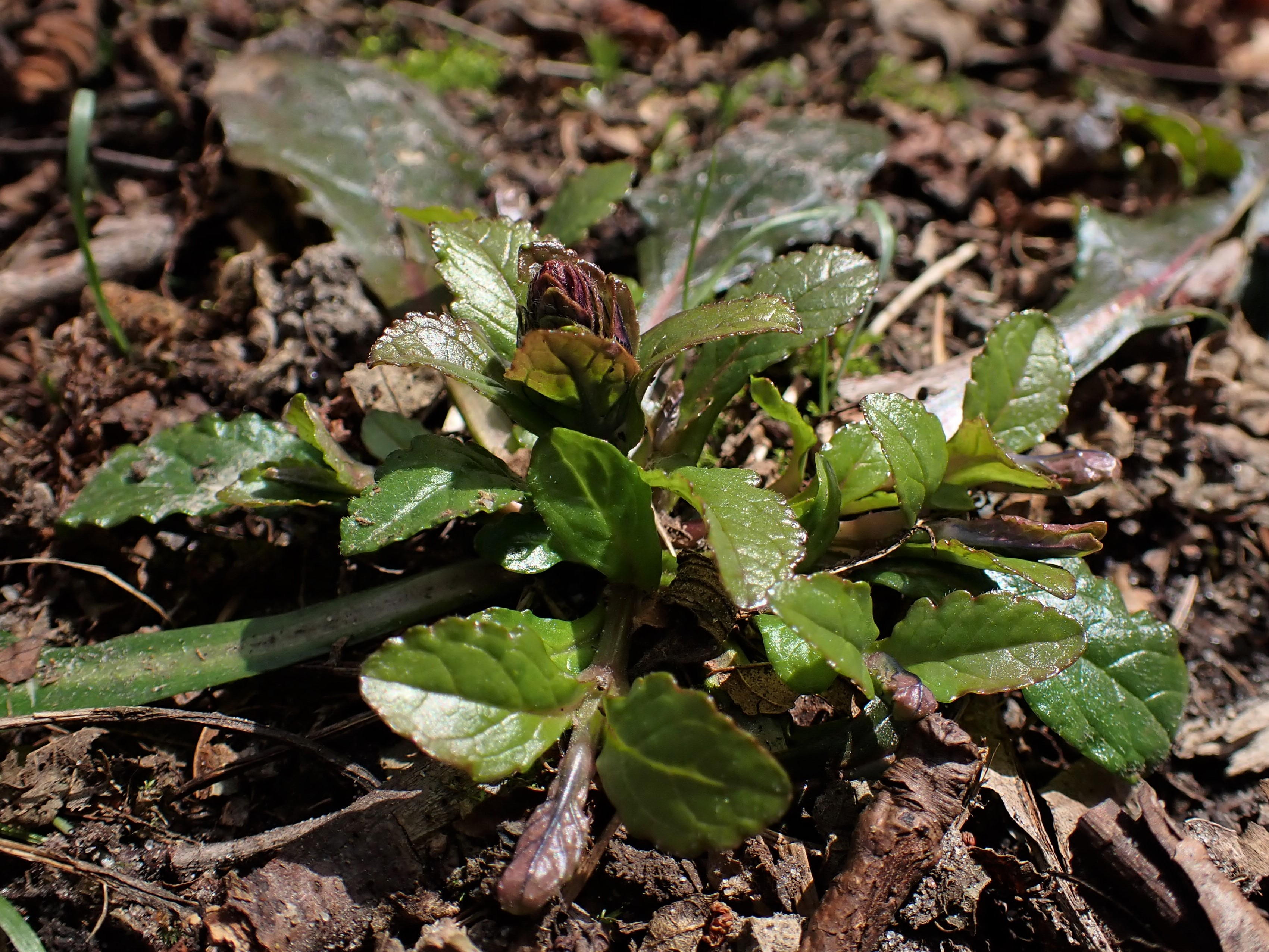
zběhovec plazivý
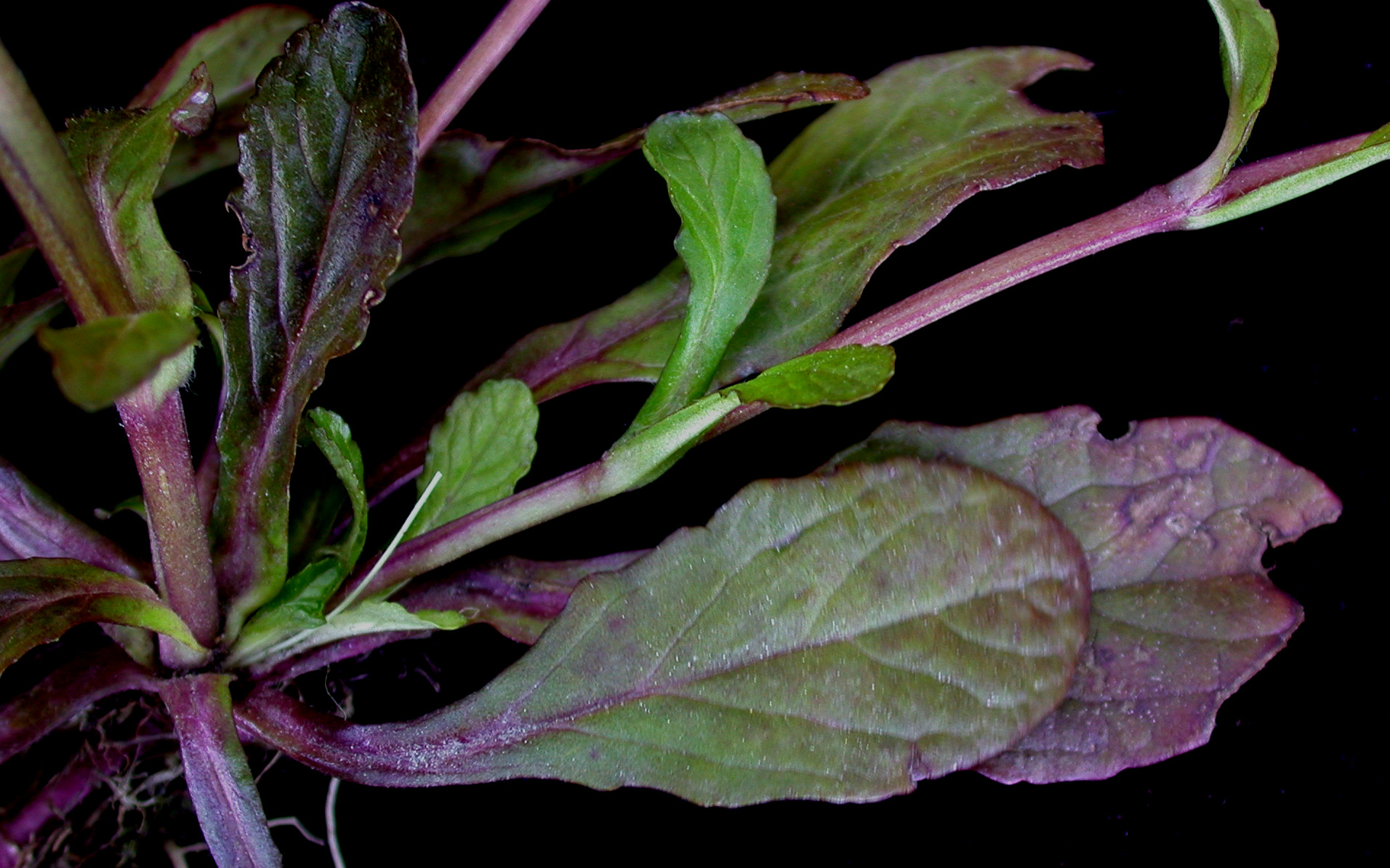
zběhovec plazivý
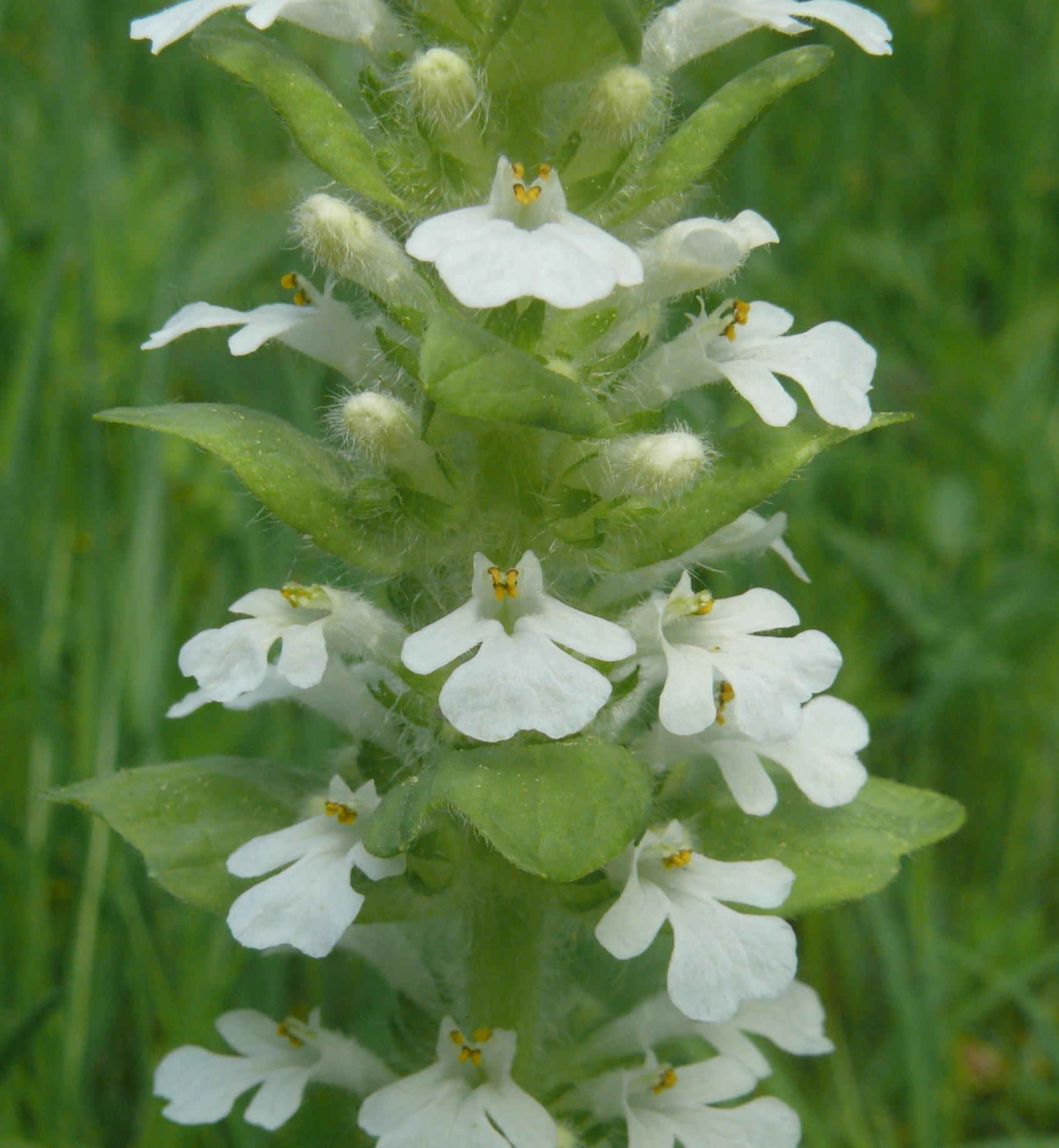
zběhovec plazivý (Německo, Hohenlohe)
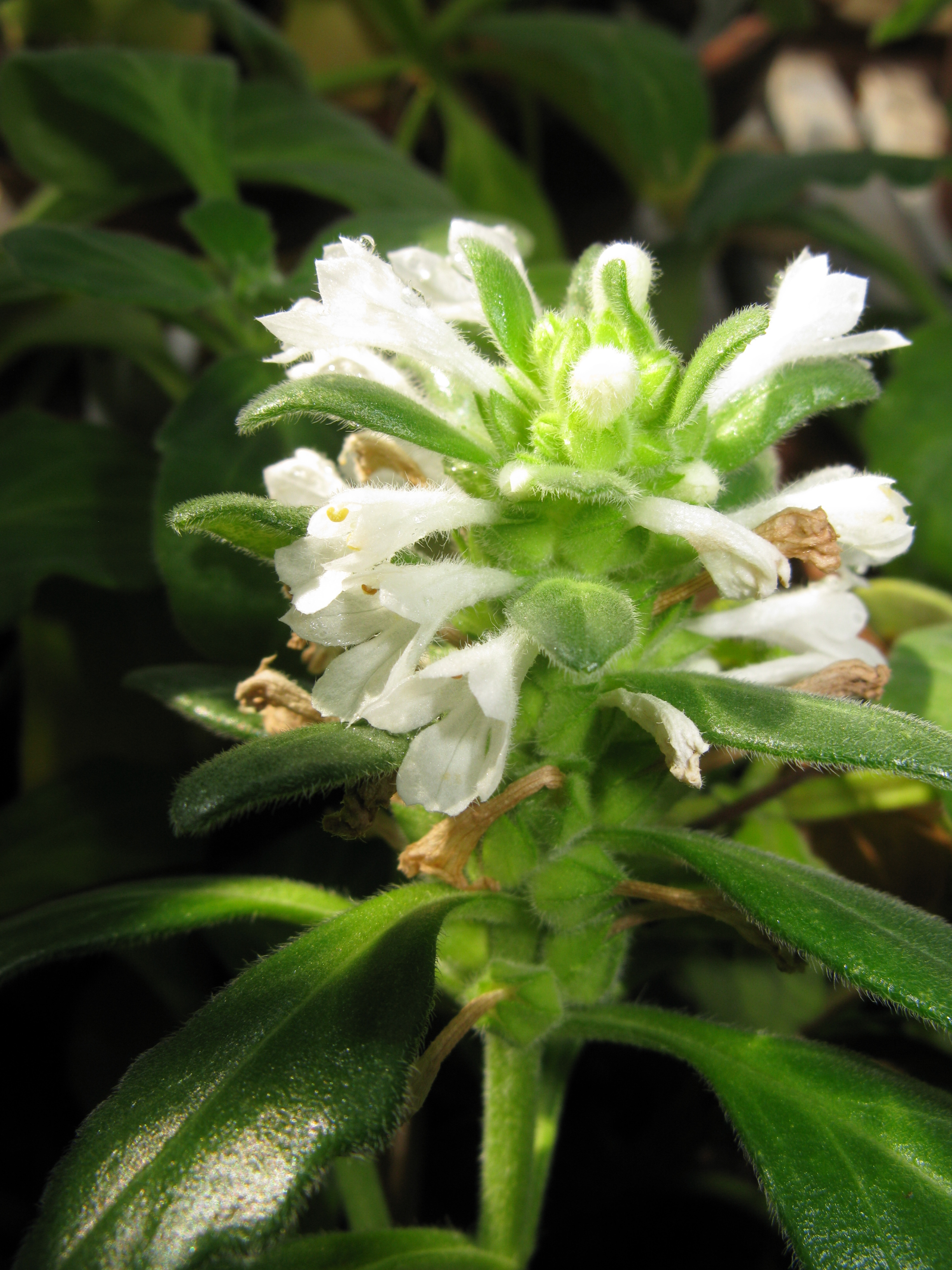
Ajuga boninsimae (Japonsko)
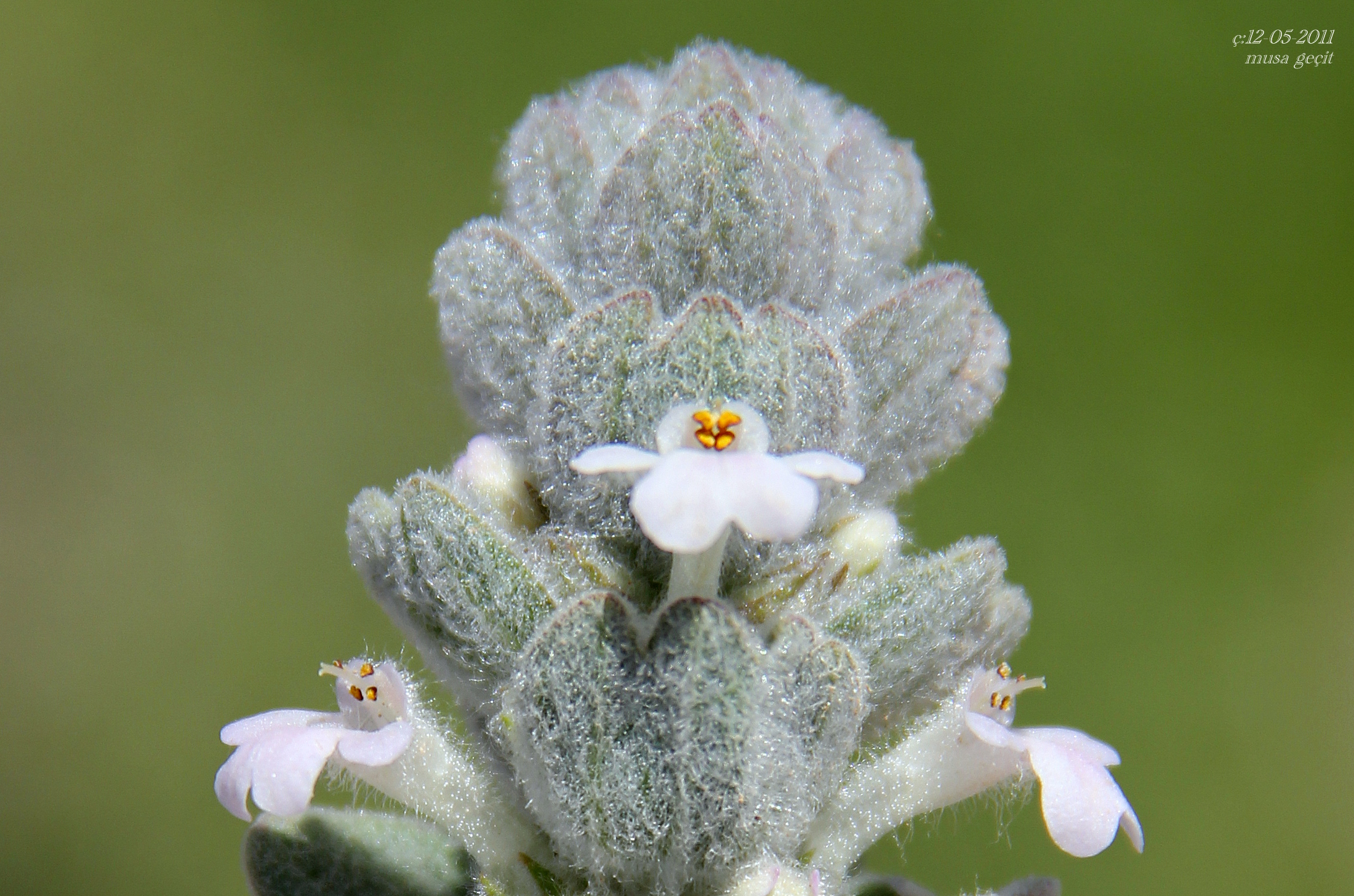
Ajuga vestita (Turecko)
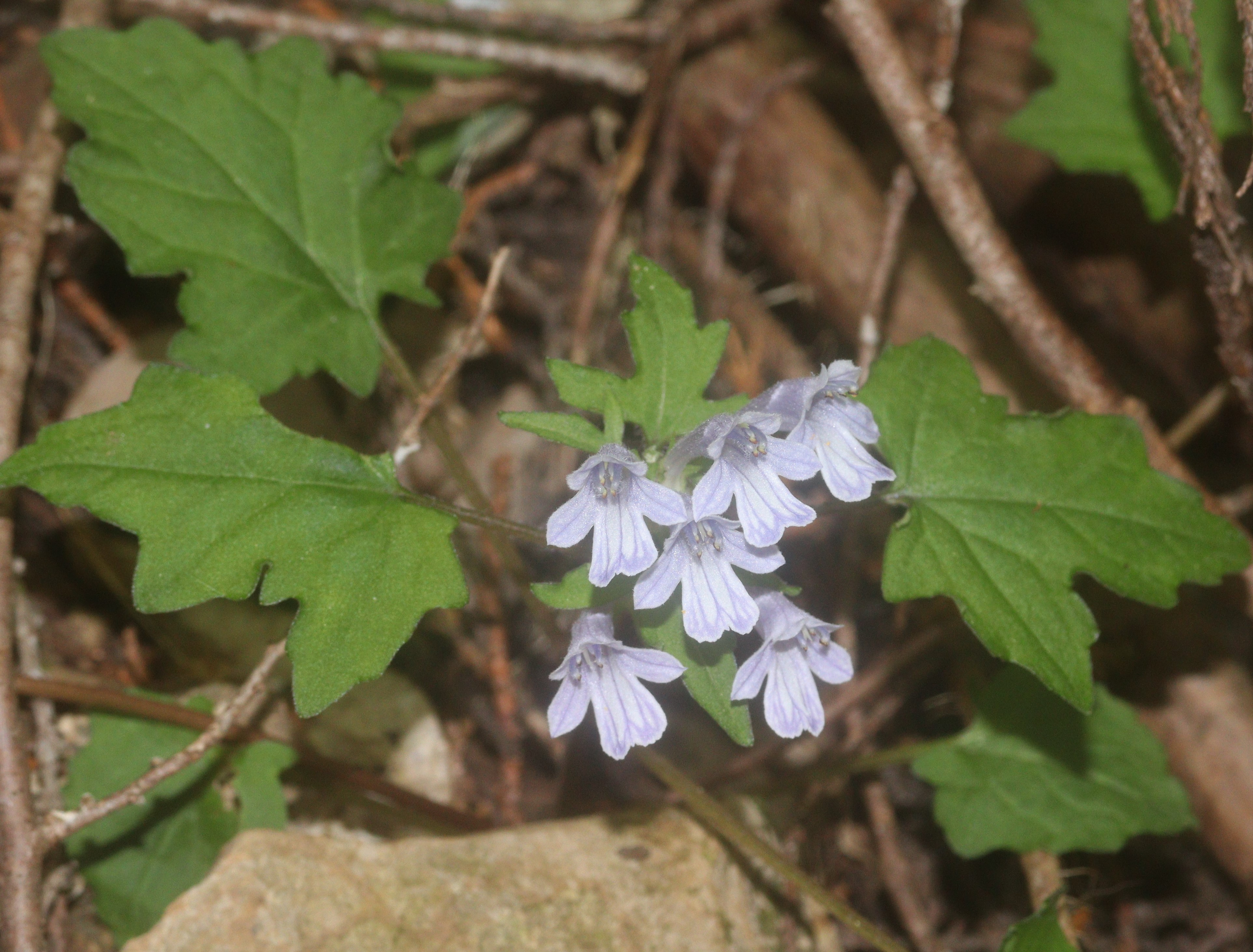
Ajuga japonica (Japonsko)
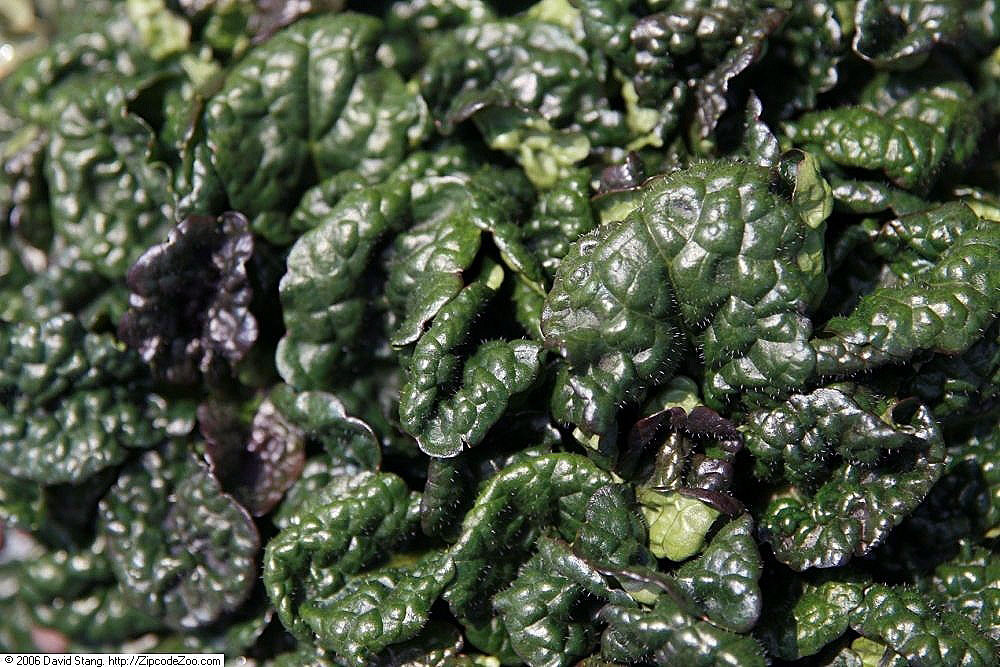
Ajuga pyramidalis 'Metallica Crispa' L. (Potomac)